# Prokatedrala
Prokatedrala (latinsko pro – za, namesto, kot) ali nadomestna stolnica je župnijska cerkev, ki začasno služi kot stolnica ali sostolnica neke škofije. Cerkev je razglašena za prokatedralo, kadar stolnica ne izpolnjuje pogojev za opravljanje svoje funkcije, bodisi da je v procesu obnove ali izgradnje ali kaj drugega.